# Laktid
Laktid je ciklični di-estar mlečne kiseline, i.e., 2-hidroksipropionske kiseline. Mlečna kiselina ne može da formira lakton poput drugih hidroksilnih kiselina, jer je njena hidroksilna grupa suviše blizo karboksilne grupe. Umesto toga, mlečna kiselina prvo formira dimer, koji je sličan 5-hidroksi kiselini. Dimer sadrži hidroksi grupu na podesnom rastojanju da sa karboksilnom grupom formira lakton. Nastali šestočlani ciklični diestar je poznat kao laktid. Laktidi se mogu pripremiti zagrevanjem mlečne kiseline u prisustvu kiseline kao katalizatora.
Generalno, laktid je ciklični diestar, i.e., di-lakton dva molekula bilo koje 2-hidroksikarboksilne kiseline.

## Stereoizomeri
Mlečna kiselina je hiralna. Postoje dva enantiomera, (R)-mlečna kiselina i (S)-mlečna kiselina. Laktid formiran iz dva ekvivalentna molekula mlečne kiseline se sastoji od dva stereocentera. Poznata su tri stereoizomera laktida:

## Polimerizacija
Laktid se može polimerizovati do polimlečne kiseline (polilaktida) koristeći podesne katalizatore, sa bilo sindiotaktnom ili heterotaktnom stereokontrolom, čime nastaju materijali sa mnoštvom korisnih svojstava:

## Literatura
- R. Auras; L.-T. Lim; S. E. M. Selke; H. Tsuji (2010). Poly(lactic acid): Synthesis, Structures, Properties, Processing, and Applications. Wiley.  978-0-470-29366-9.